# Long Shot
Long Shot  (Brasil: Casal Improvável / Portugal: Seduz-me Se És Capaz) é um filme estadunidense de comédia romântica de 2019, dirigido por Jonathan Levine e escrito por Dan Sterling e Liz Hannah. A trama segue um jornalista (Seth Rogen) que se reúne com sua ex-babá (Charlize Theron), agora secretária de Estado dos Estados Unidos. O'Shea Jackson Jr., Andy Serkis, June Diane Raphael, Bob Odenkirk e Alexander Skarsgård também estrelam.
O filme estreou mundialmente no South by Southwest em 9 de março de 2019 e foi lançado nos Estados Unidos em 3 de maio de 2019 pela Lionsgate. Recebeu críticas geralmente positivas dos críticos de cinema e elogios à química entre Rogen e Theron.

## Sinopse
A secretária de Estado dos EUA, Charlotte Field, descobre que o presidente Chambers, um ex-ator de televisão, que ele não planeja concorrer a um segundo mandato enquanto tenta entrar na indústria cinematográfica. Vendo uma oportunidade, ela o convence a endossá-la como uma potencial candidata presidencial.
Enquanto isso, o jornalista da cidade de Nova York Fred Flarsky descobre que o jornal em que trabalha foi comprado por Parker Wembley, um rico magnata da mídia cuja ética se opõe diretamente à de Fred. Furioso, ele sai rapidamente, mas não consegue encontrar outro emprego. Deprimido, ele se volta para seu melhor amigo de maior sucesso, Lance, que o leva a um evento de angariação de fundos para caridade, onde Boyz II Men estava tocando. Coincidentemente, Charlotte também está presente. Ela e Fred se reconhecem, como ela era sua babá e paixão secreta quando eram mais jovens. Enquanto os alcançam, Wembley os interrompe para planejar uma reunião com Charlotte, levando Fred a condenar as ações e crenças de Wembley muito alto antes de sair, caindo em um degrau e se ferindo no processo.
Ao ler algumas das colunas de Fred, Charlotte decide contratá-lo para escrever seus discursos sobre os protestos de sua chefe de gabinete, Maggie. Apesar de expressar ceticismo em relação a sua ética, Fred aceita o trabalho. Em uma cúpula de líderes mundiais, Charlotte é forçada a revisar um discurso envolvendo uma revisão ambiental planejada para apaziguar alguns de seus eleitores. Quando Fred objeta e a chama para abandonar sua moral, ela muda de ideia e o discurso é um sucesso.
Como os dois continuam a passar algum tempo juntos, sob o pretexto de Fred aprender mais sobre Charlotte para escrever, eles começam a se aproximar. Finalmente, depois de sobreviverem a uma revolução em Manila, eles começam um relacionamento juntos. Ao descobrir, Maggie tenta avisar aos dois que o público nunca os aceitará como casal. Quando Chambers ordena que Charlotte retire os planos de preservar as árvores, como alguns amigos dele pediram, ela desabafa com Fred, ficando empolgada com ecstasy. Uma crise de reféns ocorre logo depois e, apesar de ainda estar alta, Charlotte consegue convencer os captores a libertar o refém.
Mesmo que o incidente aumente o índice de aprovação de Charlotte, Chambers fica lívido quando ela decide ignorar as ordens dele e chamá-lo. Ele a confronta em seu escritório ao lado de Wembley, que tem interesse em remover as árvores como parte de seu plano. Os dois a chantageiam com um vídeo hackeado da webcam de Fred. O vídeo hackeado mostra Fred discutindo o relacionamento dele e de Charlotte e Fred se masturbando ainda mais com um vídeo de um de seus discursos, o vídeo hackeado culminando em Fred ejacular em seu próprio rosto. Charlotte mostra a Fred o vídeo hackeado e informa que ela concordou com o ultimato e que deseja apresentá-lo e o relacionamento deles assim que a imagem dele for limpa. Desapontado e sem vontade de mudar, ele se recusa e eles terminam.
De volta a Nova York, Fred fala com Lance, que diz que ele tem sido muito teimoso com seus princípios e recusa em considerar as necessidades e opiniões de outras pessoas. Durante seu anúncio para concorrer à presidência em 2020, Charlotte muda de ideia e opta por seu plano original, revelando também a chantagem de Wembley e Chambers e descrevendo o conteúdo do vídeo antes de seu lançamento. Fred procura Charlotte e a encontra esperando em seu apartamento. Eles admitem que se amam e encontram a imprensa do lado de fora, onde Charlotte apresenta Fred como seu namorado. Em 2021, o casal se casa e Charlotte é empossada como a primeira presidente do sexo feminino com Fred como "primeiro-cavalheiro", tendo ele escolhido seu sobrenome.

## Elenco
- Seth Rogen como Fred Flarsky, jornalista desempregado
  - Braxton Herda como jovem Fred
- Charlize Theron como Charlotte Field, secretária de Estado dos EUA
  - Aviva Mongillo como jovem Charlotte
- O'Shea Jackson Jr. como Lance, o melhor amigo de Fred
- Andy Serkis como Parker Wembley, um magnata da mídia internacional
- June Diane Raphael como Maggie Millikin, uma das chefes de gabinete de Field
- Bob Odenkirk como Presidente Chambers, Presidente dos Estados Unidos e ex-ator de televisão
- Alexander Skarsgård como James Steward, o Primeiro-ministro do Canadá
- Ravi Patel como Tom, um dos dois principais funcionários de Field
- Randall Park como chefe de Flarsky
- Tristan D. Lalla como Agent M, guarda-costas de Field
- James Saito como ministro Kishido
- Lisa Kudrow como Katherine, chefe da equipe de pesquisas de Field
- Kurt Braunohler como como âncora nº 1 da Wembley News
- Paul Scheer como âncora de notícias de Wembley News #2
- Claudia O'Doherty como âncora de notícias de Wembley News #3
- Boyz II Men como eles  mesmos
- Lil Yachty como ele mesmo

## Produção

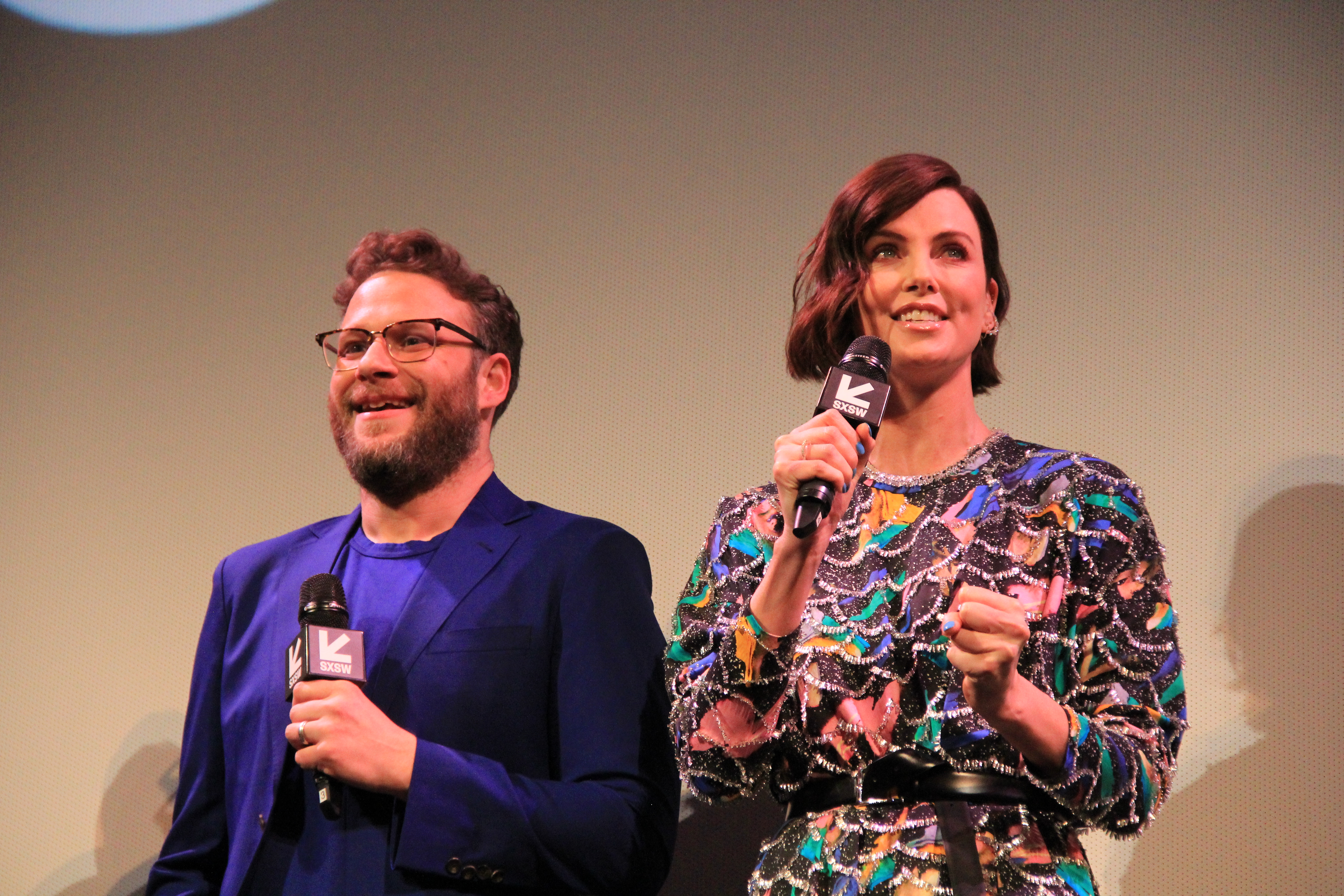
Seth Rogen e Charlize Theron falando sobre o filme

Em fevereiro de 2017, o projeto, então intitulado Flarsky, foi anunciado, com Seth Rogen e Charlize Theron como protagonistas e Jonathan Levine na direção. Rogen recebeu US$15 milhões. Naquele verão, Liz Hannah, cujo primeiro trabalho em Hollywood foi na empresa de produção de Theron Denver and Delilah Productions, foi contratada para reescrever o roteiro original de Dan Sterling. Em outubro de 2017, O'Shea Jackson Jr. foi escalado. Em novembro de 2017, June Diane Raphael, Ravi Patel, Andy Serkis, Alexander Skarsgård, e Randall Park se juntaram ao elenco quando as filmagens começaram em Montreal.
As cenas foram filmadas na Plaza de la Trinidad, em Cartagena, Colômbia, no final de janeiro de 2018. Em janeiro de 2019, foi anunciado que o filme havia sido intitulado Long Shot.
Marco Beltrami e Miles Hankins compuseram a trilha sonora do filme, tendo trabalhado anteriormente com o diretor em The Night Before. A Lionsgate Records lançou a trilha sonora.

## Lançamento
O filme estreou mundialmente no South by Southwest em 9 de março de 2019. Originalmente previsto para ser lançado em 8 de fevereiro de 2019, após testes altamente positivos, foi adiado para 7 de junho de 2019, a fim de ser posicionado como um lançamento de verão. Foi então movido para a data final de 3 de maio de 2019.

## Recepção

### Bilheteria
Long Shot arrecadou US$30,3 milhões nos Estados Unidos e Canadá e US$22,5 milhões em outros territórios, totalizando US$52,9 milhões em todo o mundo.
Nos Estados Unidos e no Canadá, Long Shot foi lançado ao lado de The Intruder e UglyDolls, e foi projetado para arrecadar entre 9 e 16 milhões de dólares de 3,230 cinemas em seu primeiro fim de semana. O filme faturou US$3,6 milhões em seu primeiro dia, incluindo US$660,000 em visualizações de quinta à noite. Ele estreou com US$9,7 milhões, terminando em terceiro. O filme teve bom desempenho em seu segundo final de semana, arrecadando US$ 6,1 milhões e terminando em quinto. The Ringer relatou que o filme teve um desempenho inferior nas bilheterias, o que foi parcialmente atribuído à sua estréia uma semana após o sucesso de bilheteria de Avengers: Endgame.

### Crítica
No Rotten Tomatoes, o filme tem uma classificação de aprovação de 81% com base em 286 críticas e uma classificação média de 7,08/10. No Metacritic, ele tem uma pontuação média ponderada de 67 em 100, com base em 45 críticos, indicando "revisões geralmente favoráveis". As audiências consultadas pelo CinemaScore deram ao filme uma nota média de "B" em uma escala de A + a F, enquanto os do PostTrak deram a ele 3,5 de 5 estrelas e 57% de "recomendação definitiva".